# Spathius vulturnus
Spathius vulturnus är en stekelart som beskrevs av Nixon 1943. Spathius vulturnus ingår i släktet Spathius och familjen bracksteklar. Inga underarter finns listade i Catalogue of Life.